# Delle calende non me ne curo purché a san Paolo non faccia scuro

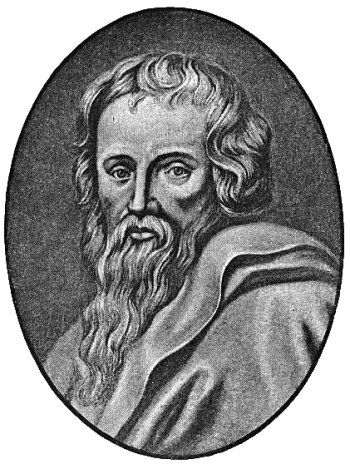
San Paolo di Tarso

Delle calende non me ne curo purché a san Paolo non faccia scuro è un antico proverbio popolare che amalgama un aspetto sacro, come la festività di san Paolo del 25 gennaio in cui si invoca la sua protezione, con un elemento magico costituito da un antico rito previsionale.

## Calende e san Paolo
Gli agricoltori definiscono calende un rito particolare che non è andato completamente in disuso. Durante la notte speciale di san Paolo, i contadini devono esporre fuori dalla loro casa, all'aria aperta, dodici mezze cipolle esposte ad est identificate da un numero, associato ai mesi del calendario, alle quali è stato aggiunto un pizzico di sale. 
La seconda parte del rito consiste nel verificare, la mattina seguente, in quale guscio il sale si è sciolto. A quel punto, quindi, diviene possibile formulare la previsione tanto attesa: il mese abbinato al guscio con il sale sciolto sarà, secondo questa antica credenza, un mese piovoso, mentre quello con il sale intatto risulterà asciutto.
Non è un caso che il giorno di san Paolo venisse anticamente chiamato «san Paolo dei segni».
Questa credenza è molto antica e si ritiene che risalga ad un'epoca pagana.

Già nei Diarii di M. Sanuto, scritto nel 1490, infatti, è possibile leggere: 
(M. Sanuto, 1490)

## I segni di san Paolo
Questo proverbio relativo ai segni previsionali offerti nella giornata di san Paolo è di origine romagnola, ma in pratica, in tutte le regioni d'Italia si era diffusa questa credenza, tanto è vero che nel Veneto si è conservato fino ai nostri giorni un altro proverbio simile:
(Dialettale veneto)
Il cui significato si riferisce all'andamento dell'intera annata, predetta dalle calende, che potrà essere positiva ("angiolo") o catastrofica ("diavolo").